# Waldbrunn (Bajorország)
Waldbrunn település Németországban, azon belül Bajorországban. Lakosainak száma 2919 fő (2023. december 31.). Waldbrunn Waldbüttelbrunn és Eisingen községekkel határos.

## Népesség
A település népessége az elmúlt években az alábbi módon változott:
| Lakosok száma | 525  | 873  | 1400 | 2061 | 2596 | 2673 | 2737 | 2786 | 2961 | 2919 |
|               | 1875 | 1950 | 1975 | 1987 | 2012 | 2014 | 2016 | 2017 | 2021 | 2023 |